# Martin Marković
Martin Marković (ur. 13 stycznia 1996) – chorwacki lekkoatleta specjalizujący się w pchnięciu kulą oraz rzucie dyskiem.
W 2013 startował na mistrzostwach świata juniorów młodszych, podczas których zajął 4. miejsce w pchnięciu kulą oraz był dziewiąty w rzucie dyskiem. Rok później został w Eugene mistrzostwem świata juniorów w rzucie dyskiem. Awansował także do finałowego konkursu pchnięcia kulą, w którym zajął 6. lokatę. W 2015 zdobył srebrny medal w rzucie dyskiem podczas mistrzostw Europy juniorów.
Medalista mistrzostw Chorwacji oraz reprezentant kraju na drużynowych mistrzostwach Europy. Stawał na podium mistrzostw Bałkanów juniorów młodszych.

## Osiągnięcia
| Rok  | Impreza                                  | Miejsce      | Konkurencja    | Pozycja            | Wynik |
| ---- | ---------------------------------------- | ------------ | -------------- | ------------------ | ----- |
| 2013 | Mistrzostwa świata juniorów młodszych    | Donieck      | pchnięcie kulą | 4. miejsce         | 20,54 |
| 2013 | Mistrzostwa świata juniorów młodszych    | Donieck      | rzut dyskiem   | 9. miejsce         | 56,52 |
| 2014 | Zimowy puchar Europy w rzutach           | Leiria       | pchnięcie kulą | 13. miejsce (U-23) | 17,08 |
| 2014 | Zimowy puchar Europy w rzutach           | Leiria       | rzut dyskiem   | 6. miejsce (U-23)  | 55,88 |
| 2014 | Mistrzostwa świata juniorów              | Eugene       | pchnięcie kulą | 6. miejsce         | 19,57 |
| 2014 | Mistrzostwa świata juniorów              | Eugene       | rzut dyskiem   | 1. miejsce         | 66,94 |
| 2015 | Zimowy puchar Europy w rzutach           | Leiria       | rzut dyskiem   | 1. miejsce (U-23)  | 58,75 |
| 2015 | Mistrzostwa Europy juniorów              | Eskilstuna   | pchnięcie kulą | 5. miejsce         | 19,71 |
| 2015 | Mistrzostwa Europy juniorów              | Eskilstuna   | rzut dyskiem   | 2. miejsce         | 67,11 |
| 2017 | Młodzieżowe mistrzostwa Europy           | Bydgoszcz    | rzut dyskiem   | el. – 15. miejsce  | 53,91 |
| 2018 | Puchar Europy w rzutach                  | Leiria       | rzut dyskiem   | 1. miejsce (U-23)  | 63,24 |
| 2021 | Puchar Europy w rzutach                  | Split        | rzut dyskiem   | 6. miejsce         | 62,30 |
| 2021 | II liga drużynowych mistrzostw Europy    | Stara Zagora | pchnięcie kulą | 7. miejsce         | 16,64 |
| 2021 | II liga drużynowych mistrzostw Europy    | Stara Zagora | rzut dyskiem   | 2. miejsce         | 67,11 |
| 2022 | Puchar Europy w rzutach                  | Leiria       | rzut dyskiem   | 10. miejsce        | 58,16 |
| 2022 | Igrzyska śródziemnomorskie               | Oran         | rzut dyskiem   | 2. miejsce         | 62,49 |
| 2022 | Mistrzostwa świata                       | Eugene       | rzut dyskiem   | el. – 23. miejsce  | 60,59 |
| 2022 | Mistrzostwa Europy                       | Monachium    | rzut dyskiem   | el. – 18. miejsce  | 60,30 |
| 2023 | Puchar Europy w rzutach                  | Leiria       | rzut dyskiem   | 3. miejsce         | 62,20 |
| 2023 | II dywizja drużynowych mistrzostw Europy | Chorzów      | rzut dyskiem   | 6. miejsce         | 61,72 |
| 2023 | Mistrzostwa świata                       | Budapeszt    | rzut dyskiem   | el. – 26. miejsce  | 61,88 |
| 2024 | Mistrzostwa Europy                       | Rzym         | rzut dyskiem   | el. – 15. miejsce  | 61,46 |
| 2024 | Igrzyska olimpijskie                     | Paryż        | rzut dyskiem   | el. – 16. miejsce  | 62,31 |
| 2025 | Puchar Europy w rzutach                  | Nikozja      | rzut dyskiem   | 18. miejsce        | 57,68 |
| 2025 | II dywizja drużynowych mistrzostw Europy | Maribor      | rzut dyskiem   | 5. miejsce         | 60,51 |

## Rekordy życiowe
- pchnięcie kulą – 17,70 (2015)
- pchnięcie kulą (hala) – 17,59 (2015)
- rzut dyskiem – 65,69 (2023)
- pchnięcie kulą (6 kg) – 19,71 (2015)
- rzut dyskiem (1,75 kg) – 68,48 (2015)